# 劉佐 (正德辛未進士)
劉佐（1483年—1515年），字以道，號北原，陝西延安府中部縣（今黃陵縣）人，明朝政治人物。

## 生平
正德二年（1507年）陝西鄉試第□十一名舉人。正德六年（1511年）中式辛未科會試第二百七十三名，登第二甲第七十七名進士，授户部山西司主事，榷税河西務，卒年三十三。

## 事跡
劉佐同年陝西鄉試解元邵昇，少年未冠，為權宦劉瑾強招為從孫女婿。正德五年（1510年），劉瑾敗，邵昇也被官府追緝，經劉佐藏匿方免。因邵昇未參與劉瑾罪行，免誅，斥為民。

## 家族
曾祖劉準；祖父劉景，贈彰德知府；祖母高氏（1427年-1514年）；父劉聰，前都察院右僉都御史。母張氏（封恭人）。重庆下。弟儼，监生；侃，举人；倌；仁，举人。